# Eremonotus
Eremonotus är ett släkte av tvåvingar. Eremonotus ingår i familjen rovflugor.
Kladogram enligt Catalogue of Life:
| Eremonotus | \| \| Eremonotus hauseri \| \| \| \| \| \| Eremonotus nudus \| \| \| \| |
|            | \| \| Eremonotus hauseri \| \| \| \| \| \| Eremonotus nudus \| \| \| \| |
|            | Eremonotus hauseri                                                      |
|            |                                                                         |
|            | Eremonotus nudus                                                        |
|            |                                                                         |